# Château Durfort-Vivens

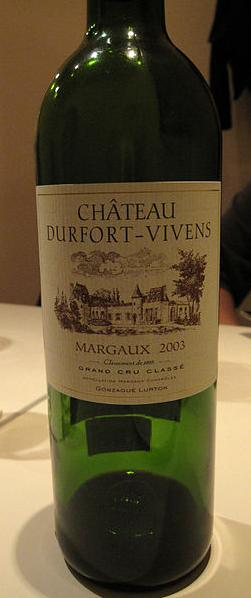
Een fles Château Durfort-Vivent 2003

Château Durfort-Vivens is een wijndomein in Bordeaux en een tweede cru uit het classificatiesysteem voor Bordeauxwijn van 1855. Het ligt in het dorp Margaux.
De oppervlakte van de wijngaarden is ongeveer 32 ha met een aanplant van cabernet sauvignon (70%), merlot (20%) en cabernet franc (10%). De gemiddelde leeftijd van de wijnstokken is 25 jaar. De gemiddelde productie per jaar is 8.000 kisten van 12 flessen.
Hoewel de wijngaarden en het château aan het zuidelijke einde van Margaux liggen, moet de wijn feitelijk worden beschouwd als Cantenac, omdat de wijngaarden boven en achter Château Brane-Cantenac liggen. De wijn kan als een robuustere Brane worden gezien, maar die de afgelopen 40 jaar grotendeels weinig opwindende wijnen heeft opgebracht. Pas sinds 1996 worden weer pogingen gedaan op het niveau van tweede cru te presteren. De lijn vanaf 2000 belooft nog meer. Durfort-Vivens is niet altijd even regelmatig in kwaliteit. In goede jaren heeft de wijn diepte en intensiteit en is goed houdbaar. Voor een Margaux is Durfort-Vivens vrij streng.

## Geschiedenis van het château
De naam Durfort komt van een oude, adellijke familie in Aquitanië. De wortels als Durfort de Duras liggen in Lot-et-Garonne. Maar ene Thomas de Durfort was in 1450 de seigneur op Château Margaux en het gelijknamige dorp. Het domein van Durfort, dat ook wat nu Château Lascombes is en andere châteaux omvatte, ging in de zeventiende eeuw over naar de familie Montalembert. In 1768 liet de markiezin De Montalembert haar domain na aan haar twee neven en erfgenamen: Monbrison en Vivens. De viscomte De Vivens kocht zijn neef uit en sinds die tijd heet de wijn Durfort-Vivens. Het was een van de handvol crus die speciaal werden genoemd door Thomas Jefferson in 1787.
Durfort-Vivens wisselde in de negentiende eeuw verschillende keren van eigenaar, totdat het in 1895 werd gekocht door de koopmannen Delors. Abel Delors verkocht het in 1937 aan Pierre Ginestet, die ook eigenaar was van Château Margaux. waarna het feitelijk de tweede wijn van Margaux werd, wat pas later duidelijk werd. In 1961 verkocht Ginestet Durfort-Vivens aan Lucien Lurton, maar hield het château zelf wel in handen. Diens zoon Gonzague heeft sinds 1992 de leiding over het domein. Hij liet in 1995 en 1996 nieuwe vinificatiegebouwen installeren en verwierf daarmee weer "onafhankelijkheid" en vormde de basis voor een sindsdien stijgende kwaliteit.